# 精神保健法
精神保健法（せいしんほけんほう、英: mental health law）は、精神疾患と診断されるか診断されうる人に適用され、またそのような人々を管理したり治療することに関した法律の分野である。
2012年のWHO総会では、世界の50%の国々が2020年までに、国際・地域の人権規約に即して、精神保健法を制定または更新する決議がなされている。

## 各国の法律
同名の個々の法律については以下を参照のこと。

### イギリス
- 1959年精神保健法 - 1959年に成立したイギリスの法律。The Mental Health Act 1959。
- 1983年精神保健法 - 1983年に成立したイングランドとウェールズの法律。en:Mental Health Act 1983。
- 2003年精神保健法 - 2003年に成立したスコットランドの法律。en:Mental Health (Care and Treatment) (Scotland) Act 2003。

### 日本
- 精神保健法 - 1987年（昭和62年）に施行された日本の法律。現行法は精神保健及び精神障害者福祉に関する法律。

## WHOの指針
世界保健機関は、1996年に「精神医療法：10の原則」を公表し、以下の指針を示している。

## 各国の状況
すべての国が精神保健の法律を有しているわけではない。
2001年のThe World Health Reportは、地域ごとに国々が精神保健の法律を制定しているか否かについて、その比率を挙げている。
| 地域       | 制定している | 制定していない |
| ---------- | ------------ | -------------- |
| アフリカ   | 59%          | 41%            |
| アメリカ   | 73%          | 27%            |
| 地中海東側 | 59%          | 41%            |
| 欧州       | 96%          | 4%             |
| 東南アジア | 67%          | 33%            |
| 西太平洋   | 72%          | 28%            |

| 単独で精神保健法がある                        | カナダ、エストニア、フィンランド、フランス、アイスランド、イスラエル、イタリア、日本、韓国、ルクセンブルグ、ニュージーランド、ノルウェー、ポーランド、ポルトガル、スロベニア、スウェーデン、英国イングランド |
| 他の法制度の一部として整備                    | オーストリー、豪州、カナダ、ドイツ、ハンガリー、イスラエル、イタリア、オランダ、ノルウェー、スロバキア、スペイン、スイス、トルコ、米国                                                                       |
| 精神保健法があるが、 他の法制度でも規定される | カナダ、イスラエル、イタリア、ルクセンブルグ、ノルウェー |